# Dubová alej pod Broumovem
Dubová alej pod Broumovem je chráněné stromořadí u Broumova západně od Chodové Plané v okrese Tachov. Přibližně 150 let stará alej 16 dubů letních roste poblíž Hamerského potoka v nadmořské výšce 530 m. Obvody kmenů měří 200–390 cm, koruny dosahují do výšky 25 m (měření 1982). Alej je chráněna od roku 1983 jako krajinná dominanta a součást památky.
V listopadu 2022 bylo zjištěno masivní poškození jednoho stromu v aleji s tím, že strom je výrazně narušený, snížený jeho zdravotní stav a možnost stabilizace stromu nereálná. Z důvodu zajištění bezpečnosti osob pohybujících se po přilehlé lesní cestě byla následně ochrana tohoto stromu zrušena a navrženo jeho skácení.

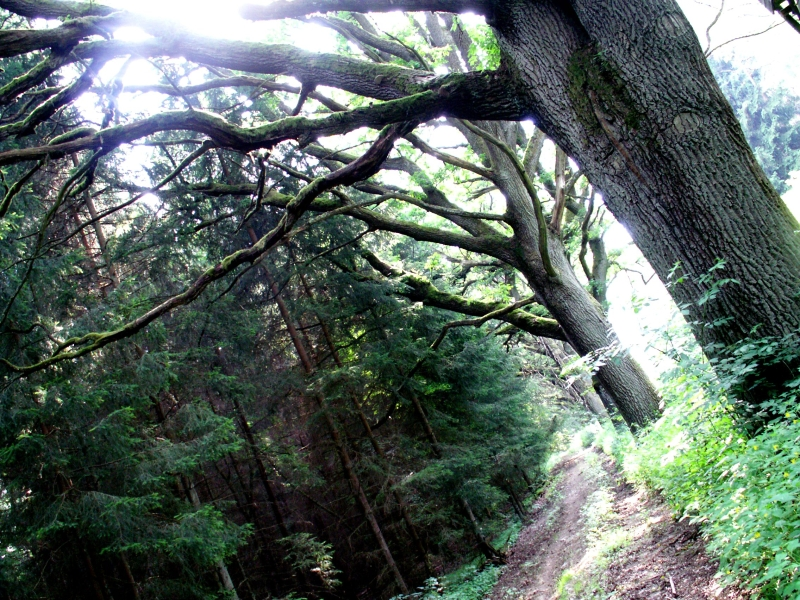
Pohled na dubovou alej od východu.
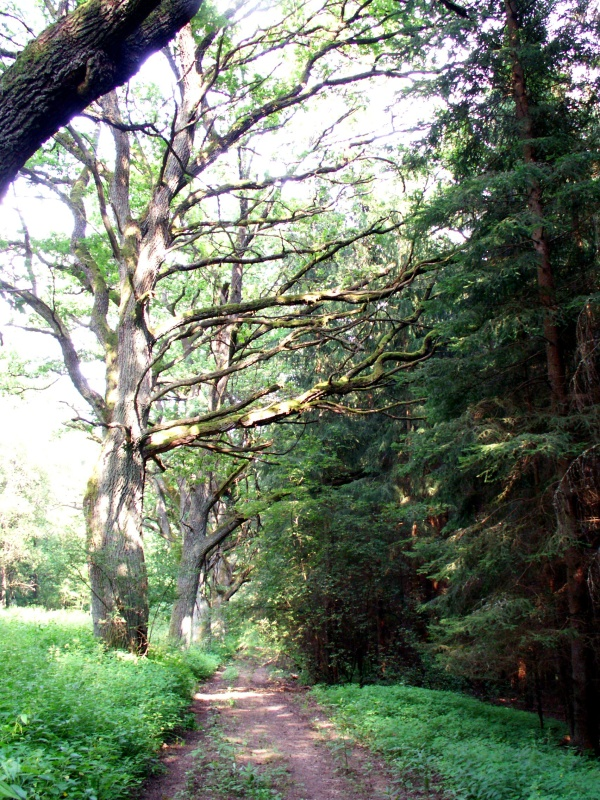
Pohled na dubovou alej od západu.

## Stromy v okolí
- Broumovský jasan
- Broumovský smrk
- Broumovské smrky v Hamerském údolí
- Lípy na Jalovém dvoře
- Chodovská lípa u Hamerského potoka
- Smrk u Žďáru (zaniklý)